# Gemeiner Zwergameisenbär
Der Gemeine Zwergameisenbär (Cyclopes didactylus) ist eine Säugetierart aus der Gattung der Zwergameisenbären. Er wurde ursprünglich häufig nur als „Zwergameisenbär“ bezeichnet, der Trivialname schloss aber die Tiere aus dem Gesamtverbreitungsgebiet der Gattung ein. Es handelt sich um die Nominatform, die bereits 1758 beschrieben wurde. Die Tiere zeichnen sich durch ein bräunlich gelbes Fell und einen dunkleren Mittelstreifen auf Rücken und Bauch aus. Sie sind im nordöstlichen Teil von Südamerika verbreitet. Eine zweite Population lebt abgetrennt von allen übrigen Zwergameisenbären in den atlantischen Küstenwäldern in Brasilien. Als hauptsächlicher Lebensraum dienen Regenwälder, wo die Tiere nachtaktiv, einzelgängerisch und baumkletternd leben. Die Hauptnahrung besteht aus Insekten.

## Beschreibung

### Habitus
Der Gemeine Zwergameisenbär ist die Typusform der Zwergameisenbären. Drei untersuchte Individuen aus Suriname besaßen eine Kopf-Rumpf-Länge von 16,8 bis 24,4 cm und eine Schwanzlänge von 21,8 bis 23,5 cm. Das Gewicht variierte von 230 bis 374 g. Ein weiteres Individuum aus Französisch-Guayana war 18 cm lang, hatte einen 19,5 cm langen Schwanz und wog 180 g. Der Schwanz ist generell länger als der Körper und verläuft zum Ende hin spitz zu; er kann als Greiforgan eingesetzt werden. Die Tiere sind auf der Rück- und der Bauchseite bräunlich gelb gefärbt. Charakteristisch ist ein dunkler Mittelstreifen, der beim Gemeinen Zwergameisenbären sowohl auf dem Rücken als auch auf dem Bauch vorkommt. In der Regel sind die Streifen deutlich erkennbar, manchmal verschwimmt er Bauchseite allerdings etwas. Lediglich beim Xingu-Zwergameisenbären (Cyclopes xinguensis) kommen ebenfalls beidseitig Mittelstreifen vor, diese sind aber deutlich schwächer ausgeprägt. Die einzelnen Haare besitzen entsprechend den meisten anderen Zwergameisenbären auch keinen Markkanal. Die Ohren werden 12 bis 13 mm lang. Die Gliedmaßen haben eine gräuliche Farbe. Wie bei allen Vertretern der Zwergameisenbären sind an den Händen je zwei und an den Füßen je vier Strahlen mit kräftigen Krallen ausgebildet. Die Hinterfußlänge reicht von 29 bis 34 mm.

### Schädelmerkmale
Der Schädel wird 40,5 bis 52,4 mm lang und am Hirnschädel 21,9 bis 23,9 mm breit. Die Stirnlinie zeigt einen deutlich aufgewölbten Verlauf, die Schädelbasis zieht dem gegenüber konkav ein. Am Kontakt vom Nasen- mit dem Stirnbein eine tritt eine markante Eindellung auf. Die Knochennaht zwischen dem Stirn- und dem Scheitelbein hat einen trapezförmigen Verlauf, während die Sutur zwischen dem Stirnbein und dem Oberkiefer sehr kurz ist. Die seitlichen Nähte zwischen dem Nasenbein und dem Oberkiefer verlaufen nach vorn divergierend. Der äußere Gehörgang öffnet sich nach vorn, an der Schädelbasis überlagert das Flügelbein die Paukenblase.

## Verbreitung
Der Gemeine Zwergameisenbär kommt endemisch in Südamerika vor. Die Art besitzt möglicherweise ein zweigeteiltes Verbreitungsgebiet. Ein Bereich umfasst die Gebiete nördlich des Amazonas und östlich des Rio Negro beziehungsweise des Río Vaupés. Nach Norden reicht es beidseitig des Orinoco bis in das nördliche Venezuela, weiter östlich schließt es Guyana, Suriname und Französisch-Guayana ein, ebenso wie die Insel Trinidad. Im östlichen Amazonasbecken kommt die Art auch südlich des Amazonas in den brasilianischen Bundesstaaten Pará, Maranhão und Piauí. Das zweite, abgetrennte Vorkommen befindet sich im nordöstlichen Brasilien in den atlantischen Küstenwäldern entlang der Küste, etwa die Bundesstaaten Rio Grande do Norte, Paraíba, Pernambuco und Alagoas einnehmend. Direkte Nachweise des Gemeinen Zwergameisenbären sind hier aber eher selten. Diese lokale Population verteilt sich auf einer Fläche von rund 25.000 km², wobei die Küstenwälder als Lebensraum hier nur etwa 3000 km² bedecken. Sie ist durch einen rund 1000 km breiten Korridor von den tropischen Regenwäldern des Amazonasbeckens getrennt. Der Korridor, der aus den trockenen Caatinga-Landschaften besteht, wirkt als Migrationsbarriere und entstand möglicherweise bereits im Ausgang des Pleistozäns. Die Art bewohnt die tropischen Regenwälder des Flachlands, dringt aber teilweise auch in städtische Gebiete vor. Im Nordwesten der Insel Trinidad wurde in einer sumpfigen Mangrovenlandschaft eine Populationsdichte von 4,6 bis 5,5 Individuen je Quadratkilometer festgestellt.

## Lebensweise
Die Tiere sind wie alle Zwergameisenbären nachtaktiv, einzelgängerisch sowie ausschließlich baumbewohnend. In den Bäumen bewegen sie sich langsam vorwärts und nutzen den langen Schwanz als Greiforgan zum Hangeln im Geäst. Tagsüber ruhen sie häufig zusammengerollt in Baumhöhlen oder auf Astgabeln, wobei der Schwanz einen Ast umschlingt. Als Hauptnahrung dienen Insekten wie Wespen, Ameisen und Termiten, für Suriname werden beispielsweise Feldwespen als Beute angegeben. Untersuchungen von Mageninhalten von Tieren aus der Umgebung von São Luís im brasilianischen Bundesstaat Maranhão ergaben zum Großteil Ameisen, rund 48 % fielen auf Feuerameisen und 18,5 % auf Rossameisen, weitere 26 % wurden von Vertretern der Gattung Dolichoderus eingenommen. Nach einer Tragzeit von 120 bis 150 Tagen bringen Weibchen zumeist ein Junges zur Welt. Die meisten Geburten fallen in den Zeitraum von September bis November. Das Junge wird eine Zeitlang auf dem Rücken getragen. Es verbleibt beim Muttertier, bis es etwa zwei Drittel der Größe eines ausgewachsenen Tieres erreicht hat. Wie alle Ameisenbären verteidigt sich der Gemeine Zwergameisenbär mit den Krallen seiner Vorderfüße.

## Systematik

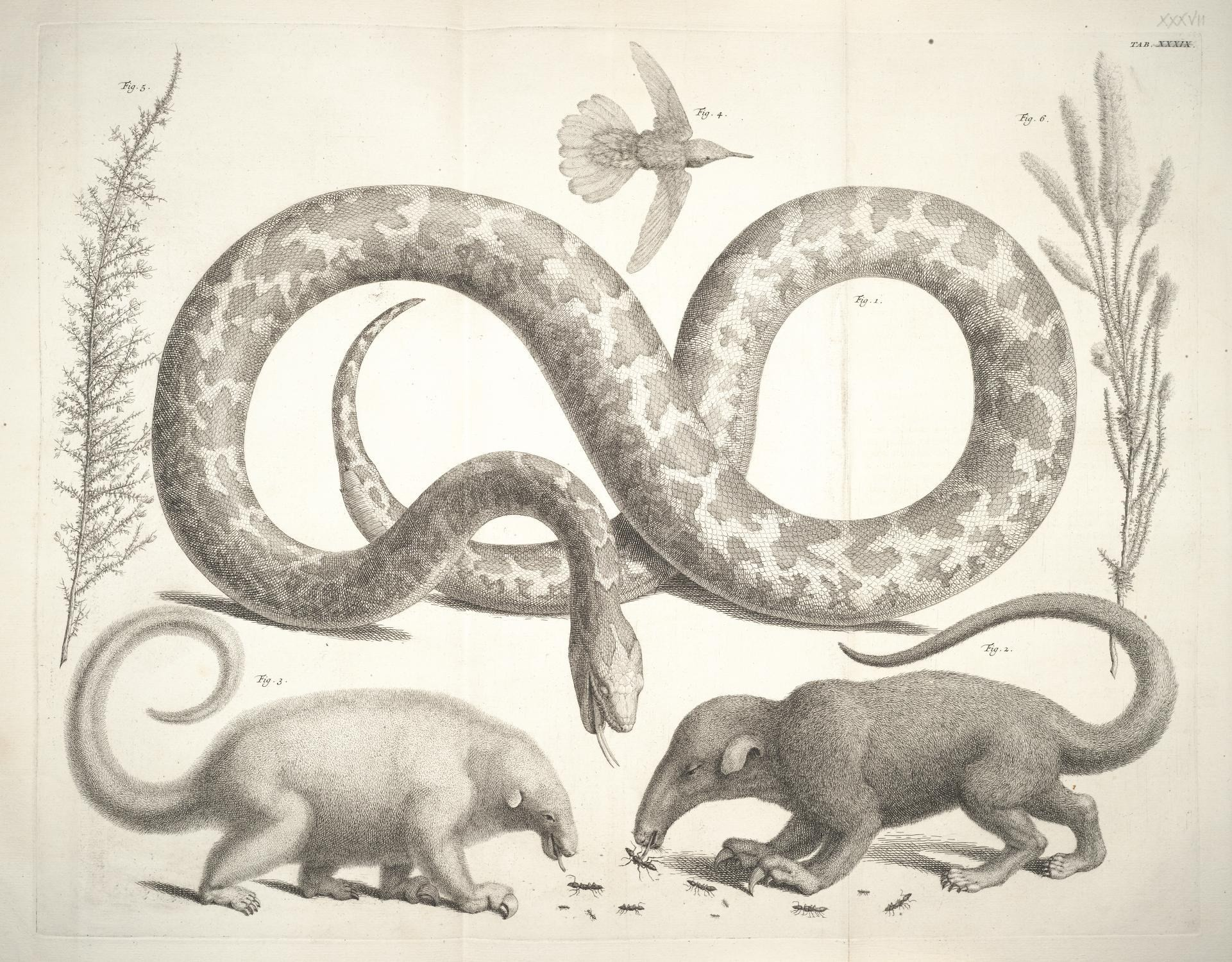
Tafel aus Sebas Thesaurus 1734, der Zwergameisenbär ist unten links dargestellt

Der Gemeine Zwergameisenbär ist eine Art aus der Gattung der Zwergameisenbären (Cyclopes), die nach molekulargenetischen Untersuchungen aus dem Jahr 2017 insgesamt sieben Arten enthält. Die Gattung wiederum bildet das einzige rezente Mitglied der somit monotypischen Familie der Cyclopedidae innerhalb der Unterordnung der Ameisenbären (Vermilingua). Die Familie ist das Schwestertaxon der Myrmecophagidae, die die übrigen Ameisenbären mit den Gattungen Myrmecophaga und Tamandua einschließen. Die Zwergameisenbären stellen die kleinsten Vertreter der Ameisenbären dar und sind vollständig an ein Baumleben angepasst. Als nächster Verwandter des Gemeinen Zwergameisenbären wird laut den molekulargenetischen Analysen die im nordwestlichen Südamerika und in Mittelamerika verbreitete Art Cyclopes dorsalis angesehen. Beide Linien trennten sich im Pliozän vor rund 3 Millionen Jahren voneinander, was möglicherweise mit der letzten Auffaltungsphase der Anden einherging. Die beiden Subpopulationen des Gemeinen Zwergameisenbären werden derzeit nicht als unterschiedliche taxonomische Einheiten aufgefasst. Ihre Aufspaltung reicht aber bis in den Beginn des Pleistozän vor etwa 2,3 Millionen Jahren zurück. Die nahe Verwandtschaft der Zwergameisenbären des östlichen Amazonasgebietes einschließlich Suriname und Französisch-Guayana mit denen des nordöstlichen Brasiliens war bereits zuvor in genetischen Studien erkannt worden, ebenso wie das enge Verhältnis der gesamten Gruppe zu den Zwergameisenbären des nordwestlichen Südamerikas.
Die wissenschaftliche Erstbeschreibung des Gemeinen Zwergameisenbären stammt von Linnaeus aus dem Jahr 1758 unter der Bezeichnung Myrmecophaga didactyla. Linnaeus bezog seine Angaben zur Art aus dem ersten Band des Werkes Thesaurus von Albert Seba aus dem Jahr 1734, so unter anderem auch den Aufbau der Hände aus zwei und der Füße aus vier Strahlen. Als weitere Grundlage diente Linnaeus aber auch ein Katalog des Museums des schwedischen Königs Adolf Friedrich, dessen Ausstellungsstücke sich heute im Naturhistoriska riksmuseet in Stockholm befinden. Linnaeus gab als Typusregion für den Gemeinen Zwergameisenbären lediglich America australi an. Oldfield Thomas schränkte dies 1911 auf Suriname ein, da Seba seine Angaben zu Südamerika häufig von dort bezog. Nur fünf Jahre nach Linnaeus beschäftigte sich Georges-Louis Leclerc de Buffon in seinem umfangreichen Werk Histoire naturelle, générale et particulière ausführlich mit dem Gemeinen Zwergameisenbären und bildete auch ein Tier ab. Ihm standen für seine Arbeit mehrere Individuen aus dem Cabinet du roi in Paris zur Verfügung. Später widmete sich auch Thomas Pennant in seiner History of Quadrupeds von 1781 der Art. Robert Kerr diskutierte dann 1792 Unterschiede in den Abbildungen der Arbeiten von Buffon und Pennant. Er schlussfolgerte aus Buffons Darstellung des Tieres, die nur eine Kralle am Vorderfuß zeigt, dass auch eine Art namens Myrmecophaga monodactyla existieren müsste. Allerdings verweist Buffons Skelettdarstellung eindeutig auf ein Tier mit zwei Krallen. Einen weiteren Namen führte Anselme Gaëtan Desmarest im Jahr 1822 mit Myrmecophaga unicolor ein, die er aufgrund der fehlenden typischen Mittelstreifenbildung etablierte. Nach Meinung von René Primevère Lesson sollte es sich aber hierbei um weibliche Tiere handeln. Die heute richtige Namensbezeichnung Cyclopes didactylus wurde erstmals von Oldfield Thomas im Jahr 1900 verwendet.
Im Jahr 1928 stellt Einar Lönnberg die Unterart Caclopes didactylus melini auf, die ähnliche äußere Merkmale aufweist wie die Nominatform, der aber der Bauchstreifen fehlte. Die Beschreibung erfolgte anhand von Tieren vom Rio Negro. Bis Anfang des 21. Jahrhunderts galten die Zwergameisenbären als monotypisch mit einer Art, die den wissenschaftlichen Namen Cyclopes didactylus trug. Innerhalb der Art wurden mehrere Unterarten unterschieden, wobei Cyclopes didactylus melini hauptsächlich das Amazonasbecken bewohnte. Die genetischen und morphologischen Studien aus dem Jahr 2017 zeigten aber auf, dass die Zwergameisenbären allgemein und speziell die des Amazonasbeckens vielfältiger sind als ursprünglich angenommen. Die Forschergruppe um Flávia R. Miranda teilte die Gattung Cyclopes daher in sieben Arten auf. Im Zuge dieser Aufspaltung stuften sie Cyclopes didactylus melini als Synonym von Cyclopes didactylus ein.

## Bedrohung und Schutz
Die IUCN unterscheidet die Zwergameisenbären gegenwärtig nicht in verschiedene Arten und listet den Gesamtbestand der Gattung als „nicht gefährdet“ (least concern). Die östliche Küstenpopulation des Gemeinen Zwergameisenbären wird von der Naturschutzorganisation hingegen in der Kategorie „unzureichende Datenlage“ (data deficient) geführt. Generell stellt die Abholzung der Wälder ein Problem dar, was nicht nur zu Lebensraumverlust, sondern auch zur Fragmentierung geeigneter Habitate führt. Die Atlantischen Küstenwälder sind heute auf nur etwa 5 % ihres einstigen Verbreitungsgebietes geschrumpft. Der größte Teil davon fiel der Ausweitung von Zuckerrohrplantagen zum Opfer. Die Art ist in mehreren Naturschutzgebieten vertreten, so unter anderem im Amazonaspark von Guayana in Französisch-Guayana.